# I Can't Stop Me
«I Can't Stop Me» es una canción grabada por el grupo femenino surcoreano Twice. Fue lanzada por JYP Entertainment el 26 de octubre de 2020 como el sencillo principal de su segundo álbum de estudio coreano titulado Eyes Wide Open. La canción fue escrita por J.Y. Park y Shim Eun-ji, y fue compuesta por Melanie Joy Fontana, Michel 'Lindgren' Schulz y A Wright.

## Antecedentes y lanzamiento
El 5 de agosto de 2020, el medio surcoreano Sports Chosun anunció de forma exclusiva que Twice tendría su regreso, tras cuatro meses desde su miniálbum More & More, sin confirmar aún que tipo de producción sería.
El 6 de octubre, mientras preparaban la conmemoración de su quinto aniversario, a celebrarse el 20 de octubre, con la publicación de vídeos especiales y saludos de agradecimiento dedicados para sus fans, se anunció oficialmente que su regreso sería el 26 de octubre, esta vez con su segundo álbum de estudio tras Twicetagram (2017), y que el título del nuevo álbum sería Eyes Wide Open.
El 10 de octubre, JYP Entertainment reveló la lista de canciones del nuevo álbum, confirmando que contendrá 13 canciones, donde destaca la participación de varias de las miembros de Twice como autoras de diversas pistas, y que el sencillo principal del álbum se titula «I Can't Stop Me».
El 21 de octubre se lanzó un story teaser, donde se revela parte del concepto de la canción, mostrando dos versiones de cada una de las miembros, sentadas una frente a su contraparte en una larga mesa. Al día siguiente, se reveló un primer adelanto del vídeo musical y parte de la canción en un platform teaser. Este vídeo se convirtió en el teaser más visto de Twice en sus primeras 24 horas, con 4,8 millones de visitas.

## Composición y letra
La canción fue escrita por J.Y. Park y Shim Eun-ji, y fue compuesta por Melanie Joy Fontana, Michel 'Lindgren' Schulz y A Wright, con los arreglos musicales a cargo de Lindgren. El sencillo fue definido como «una canción caracterizada por el género synthwave, con una mezcla de sonido electrónico europeo con synth pop estadounidense de los años 80».

## Vídeo musical
El vídeo musical de «I Can't Stop Me» fue lanzado el 26 de octubre de 2020 junto con el álbum Eyes Wide Open. Fue dirigido por Lee Gi Baek con la producción de Tiger Cave Studios, con la que trabajan juntos por primera vez.

### Video de práctica
El 31 de octubre de 2020, se lanzó a través de YouTube el vídeo de práctica de «I Can't Stop Me» donde se revela la coreografía completa de la canción.

## Versiones

### Inglés
El 30 de noviembre, fue lanzado a través de la cuenta oficial de YouTube de Twice y publicado en las principales plataformas de distribución digital de música, la versión en inglés de «I Can't Stop Me».

## Reconocimientos

### Programas de música
| Programa                  | fecha                   | Ref.   |
| ------------------------- | ----------------------- | ------ |
| Show Champion (MBC Music) | 4 de noviembre de 2020  | [ 12 ] |
| M! Countdown (Mnet)       | 5 de noviembre de 2020  | [ 13 ] |
| M! Countdown (Mnet)       | 12 de noviembre de 2020 | [ 14 ] |
| Music Bank (KBS)          | 6 de noviembre de 2020  | [ 15 ] |
| Inkigayo (SBS)            | 8 de noviembre de 2020  | [ 16 ] |
| Inkigayo (SBS)            | 15 de noviembre de 2020 | [ 17 ] |
| Inkigayo (SBS)            | 3 de enero de 2021      | [ 18 ] |

### Listados
| Publicación              | Lista                                                        | Ranking  | Ref.   |
| ------------------------ | ------------------------------------------------------------ | -------- | ------ |
| Billboard                | The 20 Best K-Pop Songs of 2020: Critics' Picks              | 7.º      | [ 19 ] |
| Bugs                     | Most Loved Songs 2021                                        | 88.º     | [ 20 ] |
| BuzzFeed                 | 35 Songs That Helped Define K-Pop In 2020                    | 3.º      | [ 21 ] |
| CNN Philippines          | Our best K-pop songs of 2020                                 | Incluida | [ 22 ] |
| Cosmopolitan Philippines | Absolute *Favorite* K-Pop Songs Of 2020                      | Incluida | [ 23 ] |
| Dazed                    | The 40 best K-pop songs of 2020                              | 7.º      | [ 24 ] |
| Don't Bore Us            | 10 K-pop tracks from 2020 that saved this hellhole of a year | Incluida | [ 25 ] |
| Hypebae                  | Best K-Pop Songs and Music Videos of 2020                    | Incluida | [ 26 ] |
| Kkday                    | K-Pop Songs That Defined 2020                                | Incluida | [ 27 ] |
| KultScene                | 50 best k-pop songs of 2020                                  | 5.º      | [ 28 ] |
| Man's Fashion            | Top 10 K-Pop Songs for Fitness                               | 4.º      | [ 29 ] |
| Medium                   | 20 Best K-Pop Songs of 2020                                  | 10.º     | [ 30 ] |
| Metro                    | The best K-Pop comebacks of 2020                             | 9.º      | [ 31 ] |
| Paper                    | The 40 Best K-Pop Songs of 2020                              | 11.º     | [ 32 ] |
| Refinery29               | Music Saved 2020: The 29 Best Songs Of The Year              | Incluida | [ 33 ] |
| South China Morning Post | The best 15 singles from K-pop groups in 2020                | Incluida | [ 34 ] |
| Teen Vogue               | The Best K-Pop Moments of 2020                               | Incluida | [ 35 ] |

## Posicionamiento en listas
| Lista (2020)                                     | Mejor posición |
| ------------------------------------------------ | -------------- |
| Corea del Sur (Gaon Digital)                     | 8              |
| Corea del Sur (K-pop Hot 100)                    | 5              |
| Estados Unidos (Billboard Global 200)            | 31             |
| Estados Unidos (Billboard Global 200 excl. U.S.) | 16             |
| Estados Unidos (Billboard World Digital Songs)   | 1              |
| Japón (Japan Hot 100)                            | 5              |
| Japón (Digital Singles Oricon)                   | 9              |
| Malasia (RIM)                                    | 4              |
| Nueva Zelanda (Recorded Music NZ)                | 13             |
| Reino Unido (Indie Chart)                        | 50             |
| Singapur (RIAS)                                  | 2              |

## Certificaciones
| País                                               | Organismo certificador | Certificación | Ventas certificadas | Ref.      |
| Streaming                                          | Streaming              | Streaming     | Streaming           | Streaming |
| -------------------------------------------------- | ---------------------- | ------------- | ------------------- | --------- |
| Japón                                              | RIAJ                   | Plata         | 30,000,000*         | [ 47 ]    |
| *Cifras de ventas basadas solo en certificaciones. |                        |               |                     |           |

## Historial de lanzamiento
| País          | Fecha                 | Formato                       | Sello             | Ref.  |
| ------------- | --------------------- | ----------------------------- | ----------------- | ----- |
| Corea del Sur | 26 de octubre de 2020 | CD Descarga digital streaming | JYP Entertainment | [ 4 ] |